# Donatello

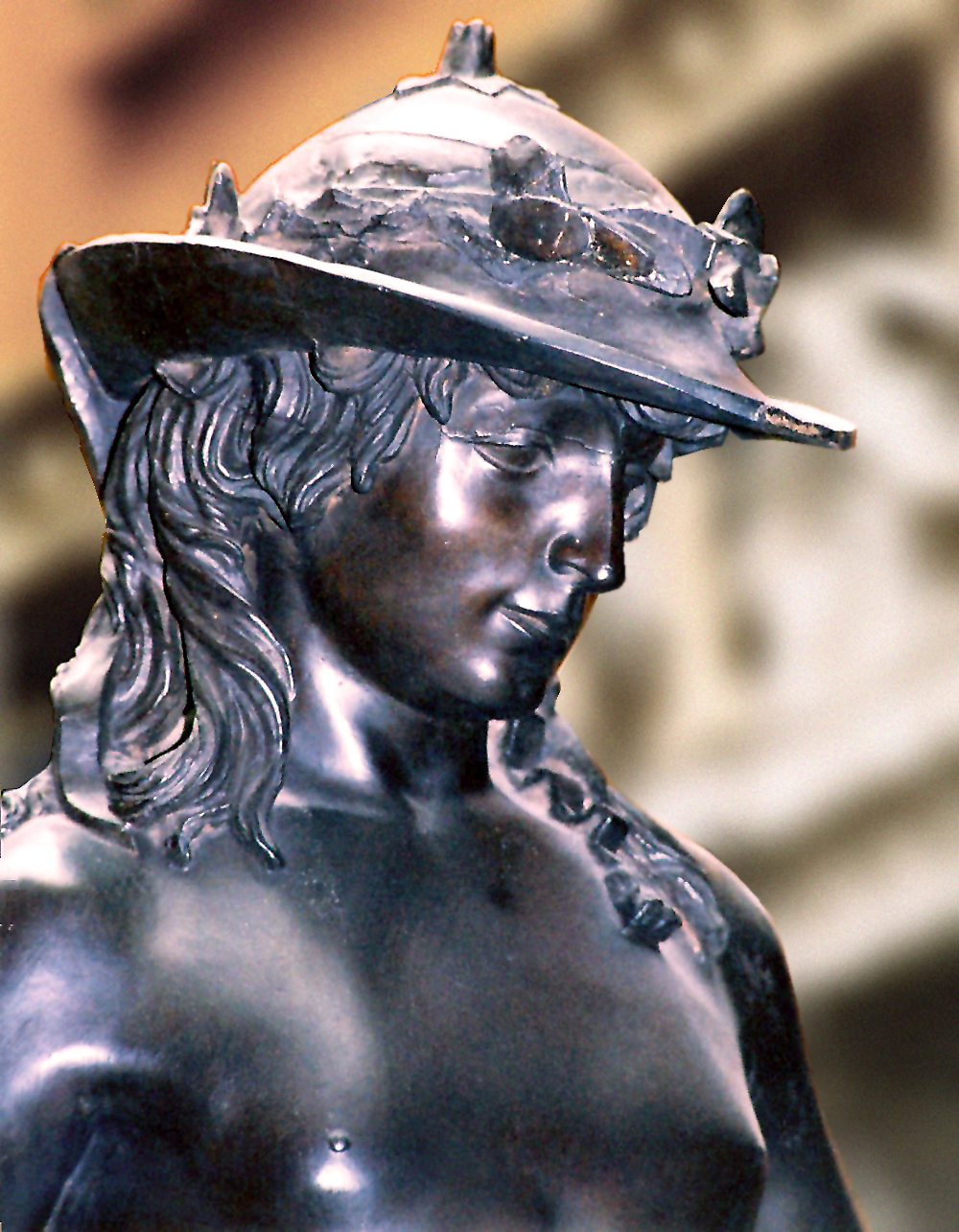
Donatello's David, Kopie van het beeld in het museum Bargello

Donatello (Florence, 1386 – aldaar, 13 december 1466) was een Italiaans beeldhouwer die werkzaam was in de vroege renaissance. Zijn werkelijke naam luidde Donato di Niccolò di Betto Bardi, maar hij werd door intimi Donatello genoemd. 
Zijn omvangrijke oeuvre wordt in veelzijdigheid en vernieuwing door geen enkele kunstenaar uit de Renaissance overtroffen.

## Biografie
Donatello was een van de grootste beeldhouwers in Florence voor Michelangelo en de favoriet van de Medici-familie. Hij was eveneens de uitvinder van de dramatische stijl gebaseerd op het christelijke pathos en de klassieke Romeinse vormen.
Donatello was waarschijnlijk leerling van edelsmid Lorenzo Ghiberti en Nanni di Banco, de laatste Italiaanse beeldhouwers van de gotiek. Onder Ghiberti werkte Donatello tussen 1403 en 1424 aan de noordelijke deuren van het baptisterium in Florence.
Zelfstandig vervaardigde hij enkele beelden voor de Dom van Florence.
Hij is mogelijk in 1409 naar Rome vertrokken, maar pas in 1431 zijn er bewijzen te vinden dat hij daar werkelijk was.
Het reliëf van St.-Joris en de draak uit 1417, onder het standbeeld van Sint-Joris in een nis van de Orsanmichele, is een van de eerste voorbeelden van perspectief in een bas-reliëf. Dit wordt verder ontwikkeld in het reliëf van Gastmaal van Herodes in de doopvont in het baptisterium van Siena uit 1427.
Tot ongeveer 1420 maakte Donatello vooral staande figuren in marmer, daarna vooral sculpturen in brons. Van 1443 tot 1453 was Donatello in Padua waar hij het ruiterstandbeeld van Gattamelata maakte, het eerste belangrijke bronzen ruiterstandbeeld sinds de Oudheid, gebaseerd op het ruiterstandbeeld van Marcus Aurelius uit 176 na Christus. Donatello was erg goed in het weergeven van menselijke emoties, zoals duidelijk te zien is in het houten beeld van Maria Magdalena, te bezichtigen in het Museo dell'Opera del Duomo.
Donatello ligt begraven in de crypte van de San Lorenzo-basiliek in Florence.

## Musea
Veel werken van Donatello zijn te zien in het Bargello in Florence. Andere plekken waar werken van Donatello zijn te zien:
- in Florence:
  - Museo dell'Opera del Duomo
  - San Lorenzo
  - Orsanmichele
  - Palazzo Vecchio
  - Santa Croce
- verder in Europa:
  - National Gallery in Londen
  - Louvre in Parijs
- en in de Verenigde Staten:
  - Detroit Institute of Arts in Michigan
  - Metropolitan Museum of Art in New York
  - National Gallery of Art in Washington D.C.

## Werken
De belangrijkste werken van Donatello zijn:
- Houten crucifix (1412-13) in de Santa Croce in Florence
- Drie beelden voor in de nissen van de Orsanmichele: Evangelist Marcus (1411-14), de Heilige Joris (1415-17) en de Heilige Lodewijk van Toulouse (1423-25), waarbij de eerste twee beelden van marmer zijn en het laatst genoemde beeld van verguld brons.
- Marmeren profeetbeelden voor de Campanile van de Dom van Florence, onder anderen de Profeet Habakuk (1423-26)
- Bronzen David met het hoofd van Goliath (ca. 1430)
- Marmeren koorbalkon (cantoria, 1432-38) in de Dom van Florence
- Decoratie van de oude sacristie van de San Lorenzo, onder andere de bronzen Deuren van de Apostelen en de Martelaren (ca. 1440), medaillons met de vier evangelisten in stucco, alsook 4 gekleurde stucco medaillons met verhalen uit het leven van Johannes de Evangelist (1440-43);
- In Padua maakte Donatello de bronzen onderdelen (beelden en reliëfs) voor het hoogaltaar van de Basilica di Sant'Antonio (1447-50), onder andere een Madonna met kind en een levensgroot crucifix. Hij maakte ook een ruiterstandbeeld van Gattamelata (1447-53).
- Een uiterst expressief gepolychromeerd houten beeld van een boetvaardige Maria Magdalena (1453-55)
- Judith en Holofernes (1455-60) dat nu in het Palazzo Vecchio in Florence staat
- Het laatste werk van Donatello betreft de ontwerpen van bronzen reliëfs (1460-66) die zijn uitgevoerd door zijn atelier en later zijn verwerkt in twee kansels in de San Lorenzo in Florence. De reliëfs verbeelden de passie van Christus.

## Galerij van beelden

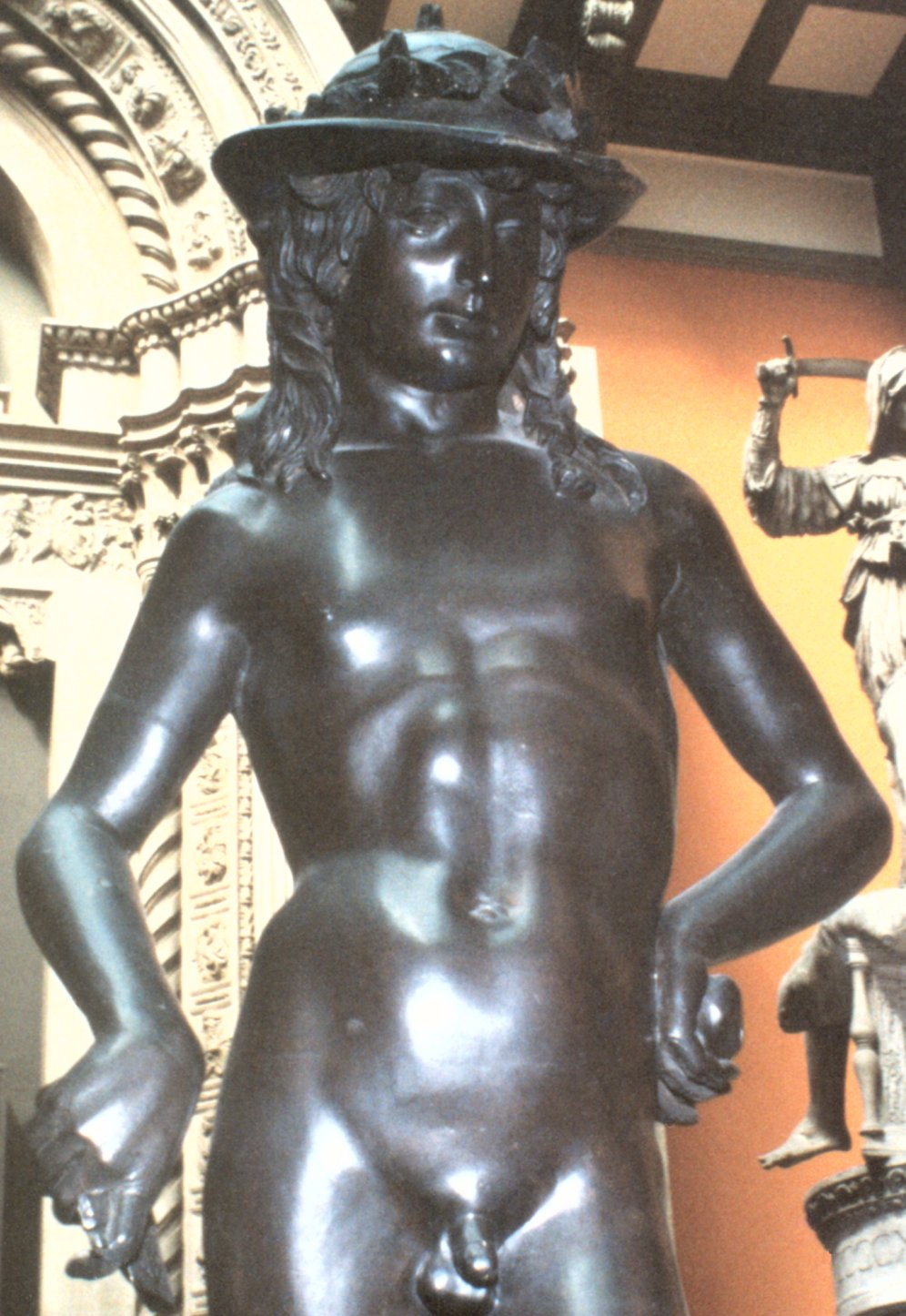
Gipsen kopie van de David in het Victoria and Albert Museum in Londen
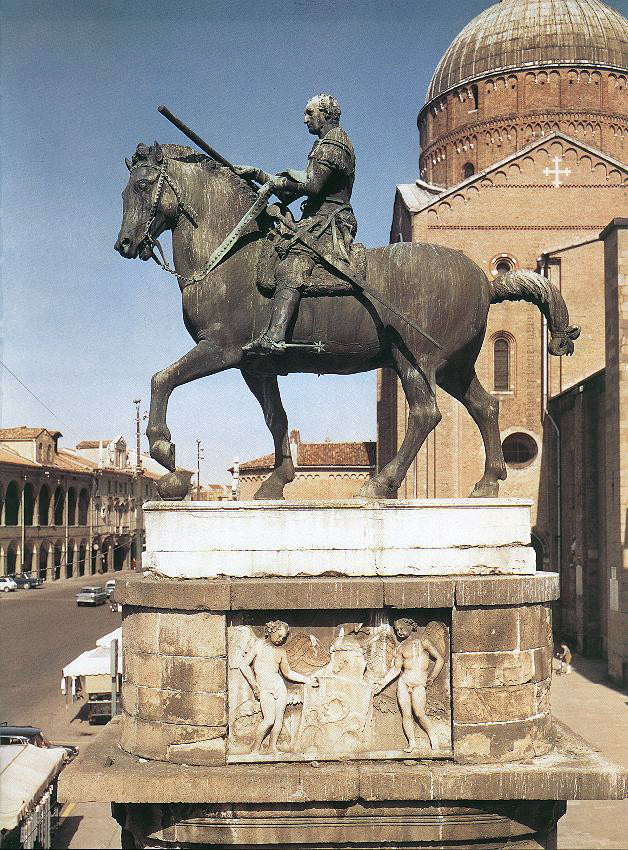
Generaal Gattamelata in Padua
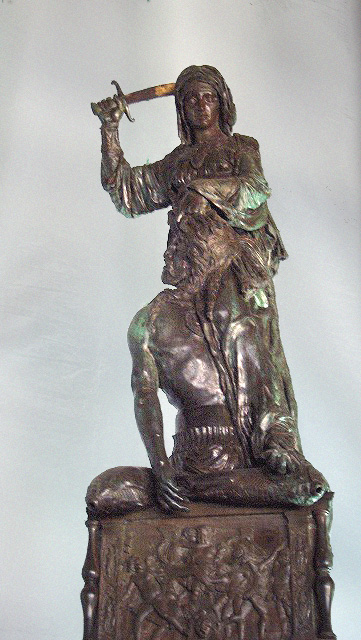
Judith en Holofernes in het Palazzo Vecchio in Florence
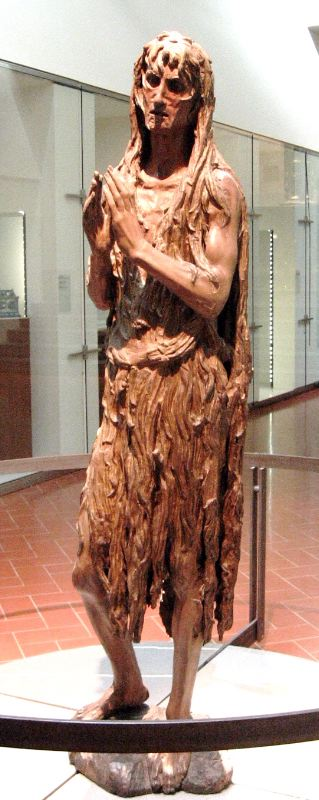
Maria Magdalena, Museo dell'Opera del Duomo, Florence
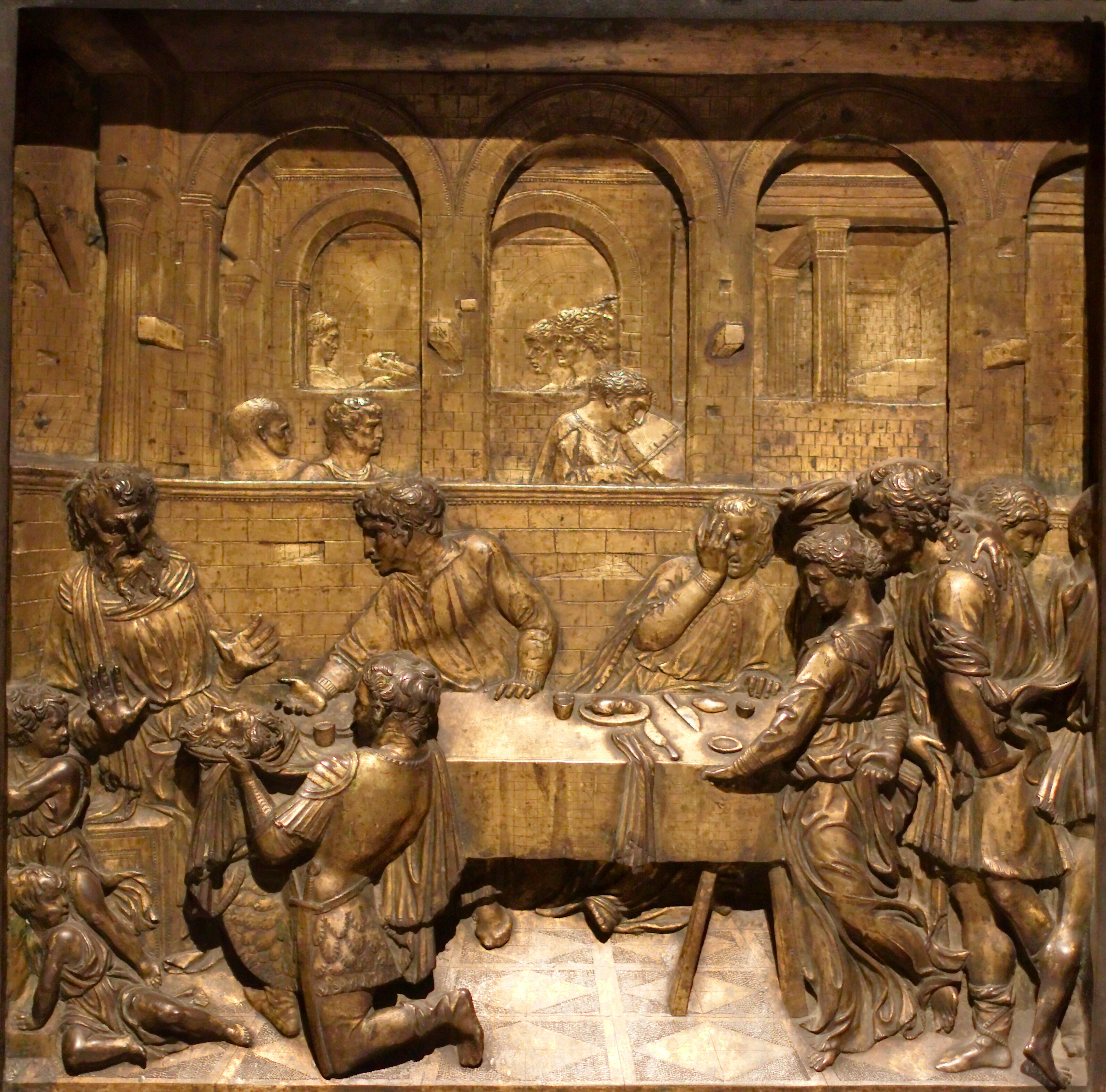
Gastmaal van Herodes, baptisterium van Siena